# Deadpool
Cet article concerne le personnage de fiction. Pour le film, voir Deadpool (film).
Wade Wilson, alias Deadpool est un anti-héros évoluant dans l'univers Marvel de la maison d'édition Marvel Comics. Créé par le scénariste Fabian Nicieza et le dessinateur Rob Liefeld, le personnage de fiction apparaît pour la première fois dans le comic book The New Mutants #98 en février 1991.
Initialement, Deadpool est caractérisé comme un super-vilain lors de sa première apparition dans la série The New Mutants, mais également plus tard dans les numéros de la série X-Force. Il évolue ensuite pour devenir le personnage antihéroïque actuel.
Deadpool est un mercenaire défiguré doté d'une capacité surhumaine de guérison accélérée, ce qui a augmenté ses capacités et lui permet d'effectuer des prouesses physiques. Le personnage est aussi surnommé le « Mercenaire à grande bouche » (Merc with a Mouth), en raison de sa tendance à discuter et à plaisanter constamment, notamment en cassant le quatrième mur (en parlant à ses lecteurs) pour causer des effets humoristiques, et en faisant des gags récurrents.
Adapté au cinéma, le personnage apparaît notamment dans la série de films sur les X-Men, figurant dans X-Men Origins: Wolverine (2009) ainsi que dans ses propres adaptations : Deadpool (2016), sa suite Deadpool 2 (2018) ainsi que dans l'univers cinématographique Marvel, dans Deadpool & Wolverine (2024) et Avengers: Doomsday (2026).

## Création du personnage
Originellement, le personnage de Deadpool est créé comme une parodie du super-vilain Deathstroke, un mercenaire appartenant à l’univers de DC Comics nommé « Slade Wilson ».[réf. souhaitée]
Le costume de Deadpool est quant à lui inspiré de celui de Spider-Man, car son dessinateur Rob Liefeld le trouvait simple à dessiner, Deadpool ayant été présenté comme « un Spider-Man avec des flingues » par ses créateurs.[réf. souhaitée]

## Biographie du personnage

### Origines
Les origines exactes de Deadpool restent floues, plusieurs versions de son passé s'étant succédé.
Connu sous le nom de Wade Wilson, il perd son père à l'âge de 5 ans. Une autre version veut que son père l'ait abandonné jeune. La plupart des versions relatent une enfance difficile. Cependant, la version la plus récente veut que ses parents aient toujours été en vie et qu'il ait eu une enfance normale.
Dès ses 19 ans, il travaille en tant qu'assassin pour une cellule secrète de la CIA, n'acceptant que les missions auxquelles il croit, sans désir d’amasser une quelconque somme d'argent. Ne voyant que très rarement sa femme, il décide de la quitter lorsqu'il apprend qu'il est atteint d'un cancer, ne voulant pas la voir souffrir.
Se sachant condamné par de multiples tumeurs, il accepte de servir de cobaye au Département K canadien, dans le cadre du projet Arme X. L'expérience échoue et, considéré comme un rebut, il sert de cobaye au professeur Killbrew qui, par jeu et par plaisir sadique, le dote du même pouvoir d'auto-guérison (facteur auto-guérisseur) que le mutant Wolverine, un de ses principaux ennemis qui, plus tard, deviendra son ami.
L'expérience réussit mais détruit sa peau, qui prend un aspect rongé et craquelé. Pendant cette période, les expériences de mort imminente qu'il vit lui permettent de rencontrer la Mort elle-même, dont il tombe amoureux. Dans cet institut, son seul ami est tué par Ajax, un assistant de Killbrew, après que Deadpool se fut moqué de son nom, « Francis ». Ajax arrache alors le cœur de Deadpool pour le tuer mais celui-ci, dans un instinct de vengeance, le fait repousser et part se venger.
Il prend alors le nom de Deadpool (littéralement, la « cagnotte du mort » en français), en référence au jeu pratiqué par les gardiens du Département K qui misaient sur le prochain patient à mourir ; Wilson se présente alors ironiquement comme « le roi de la Deadpool ». Après son évasion du Département K, il reprend ses activités passées de mercenaire.

### Parcours
C'est à peu près à cette période qu'il est enlevé et utilisé comme arme par un homme dénommé Butler, ce dernier lui lavant le cerveau à répétition et lui faisant même oublier qu'il a eu une fille, Ellie (Eleanor). Dans l'album Flash-back, le scénariste Gerry Duggan suggère que Deadpool a pu tuer ses parents.
C'est à cause de ces lavages de cerveau que Deadpool deviendra pendant un temps foncièrement mauvais, violent et sadique.
Sa route croise souvent celle des autres héros de l'univers Marvel, pour qui il n'éprouve que dédain, mépris ou une franche hostilité (tout dépend de son contrat du moment). Pendant une certaine période, il est l'homme à tout faire de Tolliver et de ce fait est entré plusieurs fois en conflit avec Cable et ses partenaires. Bien qu'il soit l'ennemi de l'équipe de ce dernier et d'X-Force, il a une idylle avec Cyrène, la fille du Hurleur. Par la suite, dans la série Cable and Deadpool (en), il fait équipe avec Cable, notamment sur son île volante. Ils se lieront d'amitié au fil de la série.
Après avoir essayé d'entrer chez les X-Men, il est finalement recruté par Wolverine pour entrer dans l'équipe d'X-Force. Il perd alors momentanément son facteur guérisseur dans ses multiples tentatives de suicide mais échoue quand ce dernier revient progressivement. Quand l'équipe est démantelée, il est convié, par Thunderbolt Ross, à rejoindre sa nouvelle équipe.
Depuis Marvel NOW! (en), il essaie d'agir en héros et à combattre pour le bien (mais toujours à sa manière). Il se retrouvera avec l'esprit d'un agent du SHIELD, Preston, enfermé dans sa tête. Il apprendra aussi que Butler lui a lavé le cerveau (cela ayant entraîné des troubles de la mémoire et des crises psychotiques). Dans sa quête de vengeance, il découvre sa fille cachée, Ellie, dont il n'arrive pas à sauver la mère. À cette période, il épouse aussi Shiklah (en), la reine des monstres. Avec maintenant une famille et des gens qui l'aiment (là où il avait toujours été rejeté à quelques exceptions près), il décide alors d'arrêter sa carrière de Deadpool, juste avant sa mort durant la destruction de l'univers Marvel.
À la suite de la reprise de l'univers Marvel, au lendemain de l'événement Secret Wars, on retrouve plusieurs mois après ces événements un Deadpool célèbre et adulé, membre des Vengeurs et possédant un groupe de « Deadpools » travaillant pour lui. Il accomplit des actes héroïques gratuits mais tient à garder aux yeux du public l'image d'un mercenaire qui fait tout pour l'argent. Toutes ces activités font qu'il délaisse sa fille Eleanor, allant même jusqu'à se servir d'elle comme appât pour attirer un traître parmi ses mercenaires.
Il perd alors progressivement sa notoriété avec la dissolution de son unité de Vengeurs et de ses « Pros à louer » (une parodie des Heroes for Hire). Il arrive cependant à devenir ami avec son idole : Spider-Man. Enchaînant malgré tout les déboires, il divorce de Shiklah et sera de nouveau détesté par la population après avoir travaillé pour un faux Steve Rogers de l'HYDRA ayant réussi à instaurer une dictature (originellement, à cause d'une confiance aveugle en ce dernier, puis pour protéger sa fille).

## Personnage

### Personnalité

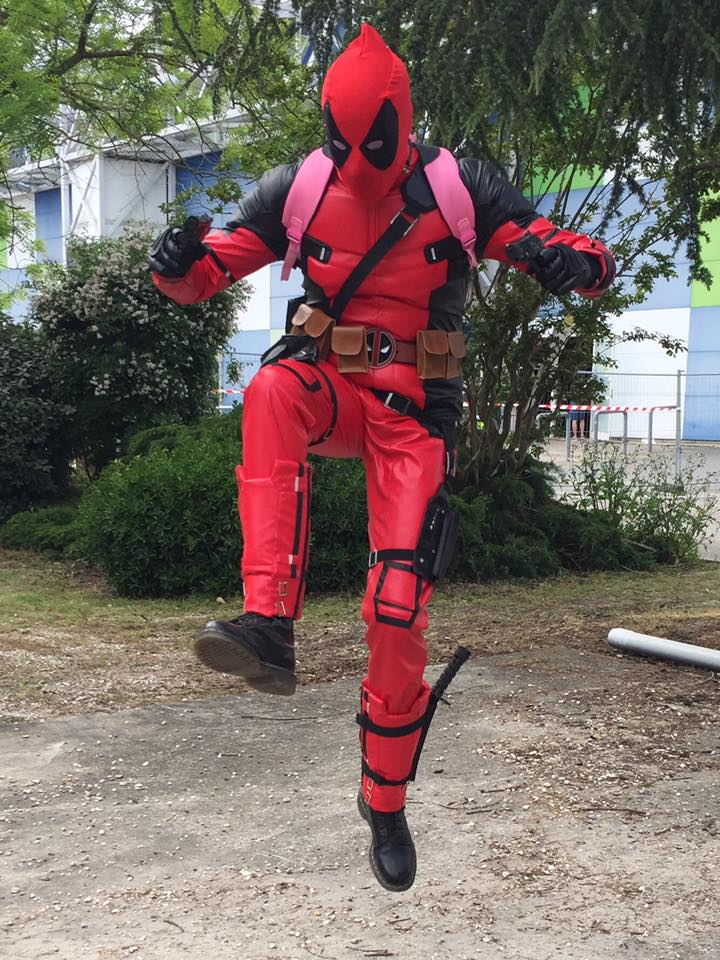
Cosplay de Deadpool.

Deadpool est un individu psychopathe et un mégalomane, complètement imprévisible et très arrogant. Il est également capable d'une grande cruauté physique et mentale : pendant un temps, il n'hésita pas à séquestrer une vieille dame aveugle (Al) dans sa maison pour qu'elle lui serve d'esclave, de confidente, d'oreille attentive (et inoffensive) à ses tourments, ainsi qu'à son goût pour les blagues douteuses.
Sa maison, situé à San Francisco, n'a pas de serrure ; certains murs intérieurs recèlent les corps des malheureux à qui Al, sa captive, a tenté de demander de l'aide. Au grenier, une pièce spécifique sert à Deadpool lorsqu'il est au summum de sa confusion mentale. Il n'hésita pas à y enfermer Al et son plus proche ami, pour leur faire comprendre qu'une prochaine erreur leur coûterait la vie.
Son aventure avec la méga-corporation « Landau, Luckman et Lake (en) », qui s'achève sur un fiasco relatif, le convainc cependant de changer de vie avant de se perdre définitivement. Il libère Al de sa servitude et tente de se lancer dans des missions plus « humanitaires », mais tout aussi lucratives.
Après un long moment sans nouvelles de sa part, Deadpool revient dans le comics Weapon X. Le projet Arme X est relancé avec d'anciens et de nouveaux protagonistes, dont Deadpool. Lorsqu'il se rend compte que le programme n'a pas changé au niveau de sa cruauté, il décide de le démanteler à lui tout seul. Il subit toutefois un échec cuisant et est tué par le nouveau directeur.
Plus tard, Thanos, maladivement jaloux, le ressuscite et le rend immortel pour l'empêcher d'avoir une idylle avec sa bien-aimée, Dame Mort. Son retour des morts le rend encore plus déjanté, Deadpool connaissant des épisodes d'hallucinations délirantes, ainsi qu'un important dédoublement de personnalité.
Durant la période Marvel NOW! (en), Deadpool essaie à nouveau d'être un héros, tentant alors d'être engagé dans l'équipe des Vengeurs (dont il devient membre honoraire) et se rapproche des X-Men, commençant à entamer des relations plus amicales avec eux.
À la suite d'un grand nombre de révélations (comme le fait qu'il a été drogué pour servir d'arme, qu'il a lui-même tué sa famille ou qu'il a une fille cachée) et, avec l'influence positive de l'agent Preston du SHIELD, Wade Wilson se rend compte qu'il n'est pas vraiment un tueur dans l'âme et tente alors de se racheter.
Les événements du crossover Marvel Axis (en), durant lesquels il voit une partie plus pacifique de son âme (Zenpool) émerger, lui ouvre définitivement les yeux ; il réalise alors qu'il ne peut plus jouer les mercenaires meurtriers, fait la paix avec son passé et tourne la page.

### Divers
En plus de son apparence ravagée, Wade Wilson a des lésions aux cordes vocales, ce qui explique le fait que Deadpool parle toujours avec une bulle de couleur jaune (ou modifiée). Il est aussi très souvent représenté avec deux voix parlant dans sa tête (représentées par une bulle jaune et une autre blanche). Ceci n'est pas naturel, et n’apparut que lorsque Deadpool se retrouva fusionné au personnage de Madcap (en) (un personnage de la série Captain America) qui s'exprimait alors au travers de la bulle blanche. Les voix disparaîtront d'ailleurs lorsque Madcap sera définitivement séparé de Deadpool.
Deadpool est fou et schizophrène parce que sa capacité de guérison (son « facteur guérisseur ») tue et revitalise ses cellules cérébrales. Par ailleurs sa peau, se régénérant en tuant ses cellules cancéreuses, est si laide qu'il n'enlève jamais son costume ou son masque.[réf. souhaitée]
Il a (ou prétend avoir) la phobie des vaches, s'étant même battu un jour avec l'une d'elles.[réf. souhaitée]
Bien que ses principales rencontres amoureuses le soient avec des femmes, Deadpool se définit lui-même comme pansexuel et cultive les blagues récurrentes lorsqu'il drague lourdement de nombreux héros masculins (comme Spider-Man, Thor ou Colossus).

### Pouvoirs, capacités et équipement
Contrairement aux mutants de l'univers Marvel qui sont nés avec le « gène X », la mutation de Wade Wilson est artificielle.
En complément de ses pouvoirs, Deadpool est l'un des meilleurs combattants au corps-à-corps de l'univers Marvel, connu pour maîtriser de nombreuses techniques martiales. Cette absence de style de combat précis en fait un adversaire imprévisible et dangereux, que même le Maître de corvée craint d'affronter. Il maîtrise diverses armes blanches, notamment le combat avec deux sabres japonais (katanas) qu'il manie avec dextérité. Il est aussi très compétent avec les armes à feu, étant un tireur d'élite talentueux, doté d'une précision hors norme.
Outre l'anglais, Wilson parle également l'allemand, l'espagnol et le japonais, ainsi que la langues des signes. Il possède aussi une très bonne mémoire visuelle et n'oublie pas facilement.[réf. souhaitée]
Malgré son manque évident de finesse, Deadpool sait faire preuve d'une intelligence déconcertante. Ainsi, il lui arrive parfois d'élaborer des plans très ingénieux et d'une grande complexité, tout en prenant grand soin dans leur exécution. Ses plans, qui semblent ridicules au premier abord, réussissent souvent à la fin.
- Wade Wilson dispose du facteur guérisseur (régénération tissulaire) le plus efficace de l'univers Marvel, dérivé de celui de Wolverine[1]. Il peut guérir de blessures mortelles quasi-instantanément, voire survivre à des décapitations ou à des désintégrations, et même régénérer des membres entiers ou des organes vitaux. Par contre, sa tête ne se reconstitue pas s’il est décapité, mais son corps peut se reconstituer à partir de sa tête (par ailleurs, si sa tête est rattachée à son corps, elle peut se « recoller » au reste)[1].
- Son facteur de guérison a aussi amélioré ses capacités physiques. Wade Wilson possède ainsi une musculature renforcée et sa force, son agilité et ses réflexes sont bien plus élevés que ceux d'un humain normal (sans être surhumains pour autant, bien que supérieurs à ceux d’un athlète de niveau olympique). Il peut aussi évacuer plus rapidement les toxines produites lors d’efforts physiques, ce qui lui donne une endurance améliorée ; par ailleurs, il est insensible aux poisons, à l'alcool, aux drogues et possède une grande résistance aux maladies. Enfin, il vieillit plus lentement, pouvant vivre des centaines d'années[1].
- Deadpool est également doté d'un « sens de la répartie » dépassant largement les limites de la bienséance sociale. Il adore faire des jeux de mots et des remarques douteuses, en toutes circonstances. Le pouvoir le plus illustre de Deadpool est sans nul doute (et de loin) son don unique d'exaspérer rapidement son entourage[1].
- Enfin, Deadpool est l'un des très rares personnages des comics Marvel à être conscient de se trouver dans un comic book[6], le personnage brisant le quatrième mur pour s'adresser directement au lecteur, ou bien en faisant des mentions de cette connaissance dans ses histoires . Ainsi, lorsque dans la bande dessinée quelqu'un lui demande : « Où on en est ? », il lui arrive de répondre : « Eh bien, planche 24, case 7 ! » Par ailleurs, Deadpool sait qu'il a un article sur Wikipédia et espère que ses fans garderont sa page à jour[7]. Il a aussi réécrit sa biographie sur le site web de Marvel.com, s’adressant directement au lecteur (se plaignant notamment de ne pas être payé pour faire cela), et terminant son texte par la phrase : « La vérité est que... je suis Iron Man »[3].

Ce « Comic awareness », est présenté par les scénaristes du personnage comme un pouvoir en tant que tel. Les autres personnages côtoyant Deadpool interprètent généralement cette capacité comme une marque supplémentaire de sa folie, mais le lecteur se rend compte que cela permet à Deadpool d'avoir la connaissance de faits que personne d'autre que lui ne pourrait deviner. Ainsi, lors d'une rencontre avec Spider-Man, il apparaît que cette capacité lui a permis d'être au courant de l'intervention de Méphisto au sujet de Peter Parker et de son mariage avec Mary Jane Watson, alors qu'aucun autre personnage des comics Marvel n'est censé le savoir.
À ses débuts, Deadpool possédait un système de téléportation (qu'il avait volé à Cable) installé dans la boucle de sa ceinture ; il l'utilisait notamment pour échapper à un combat ou, a contrario, pour arriver en pleine bagarre. Il disposait aussi d’un inducteur d’images holographiques qu’il utilisait pour dissimuler sa véritable apparence, quand cela lui était nécessaire. Il arrêta cependant d'utiliser ces outils au fil du temps, trouvant qu'ils lui facilitaient trop la tâche ou expliquant directement au lecteur qu'il s'agissait d'un choix de ses auteurs.
Deadpool a aussi développé toute une série de cartes à collectionner recensant tous les super-vilains connus de l'univers Marvel et leurs caractéristiques, cartes dont se sert notamment son alliée Squirrel Girl pour combattre le crime. Il connaît d'ailleurs presque tous les personnages importants de l'univers Marvel.

## Versions alternatives
Le personnage de Deadpool apparaît également dans des réalités alternatives de la continuité principale (Terre-616).

### Identity Wars
Dans Identity Wars, le Deadpool de la continuité principale rencontre Deathwish qui lui ressemble énormément, mis à part que son costume a du vert à la place du rouge. Les deux s'entendent à merveille. Wade Wilson pense qu'il s'agit d'une version alternative de lui-même, alors que Deathwish est en réalité une version alternative de Victor Von Fatalis. Lorsque Deathwish est tué par Death Mask, son ancien employeur qui ressemble au Docteur Fatalis, Wade Wilson jure de le venger. Lorsqu'il confronte Death Mask, il apprend alors que ce dernier est le Wade Wilson de cette réalité.
En France, on peut retrouver cette histoire dans Marvel Universe 5 : Identity wars, sorti en 2012.

### Ultimate Marvel
Dans l'univers de la Terre-1610, Wade Wilson apparaît comme un extrémiste anti-mutants menant le groupe des Reavers. Il mènera son équipe dans un assaut contre l'Institut Xavier, où vivent les X-Men, pour les capturer et les utiliser comme proies lors d'un jeu télévisé de chasse à l'homme sur l'île de Krakoa. Il capturera Spider-Man en même temps que les X-Men. Il fut presque tué par Kitty Pride mais survécut et captura Spider-Man une deuxième fois pour le faire participer à une autre émission, Pain Factor mais sera de nouveau défait par le tisseur.
Wilson ne possède pas de visage et son crâne, ainsi que son cerveau, sont visibles à travers une coque de plastique transparente par-dessus laquelle il porte son masque.
En France, on peut retrouver cette histoire dans Ultimate Spider-Man no 48 et 49, sortis en 2007.

### Deadpool kills the Marvel Universe
Sur la Terre-12101, Deadpool est amené en asile par les X-Men afin d'être soigné de sa folie. Le Dr. Benjamin Brighton, alias Psycho-Man, tente alors de laver le cerveau du mercenaire pour en faire sa marionnette, mais cette tentative ne fait qu'amplifier la folie de Deadpool qui, prenant conscience que son monde était fictif, décide de massacrer tout le monde. Il tuera alors tous les héros et vilains de sa dimension, et décide d'en faire de même pour le multivers (il ira jusqu'à tuer les scénaristes de son comics et les héros de la littérature classique.)
Par la suite cette version de Deadpool, renommé Dreadpool, se fixera pour objectif de tuer toutes les versions alternatives de lui-même et créera le Evil Deadpool Corps. Il sera finalement tué par le Deadpool classique, celui de la Terre-616.

### Age of Apocalypse
Sur la Terre-295, Wade Wilson a délaissé l'alias de Deadpool pour celui de « Dead Man Wade » ; il est l'un des membres des Dark Raiders, une équipe d'assassins aux ordres d'Apocalypse. Il participe à la traque de Diablo jusqu'à Avalon, où, devant la cruauté de Wade envers les civils, son coéquipier Damask se retourne contre lui. Il est tué par Diablo, qui le décapite en se téléportant avec sa tête entre les mains.
Ne portant pas de masque, Wilson exhibe son visage scarifié, ce qui exacerbe son masochisme. Sa coéquipière, Danielle Moonstar, ne se privera jamais de lui infliger des punitions corporelles à tout bout de champ.
En France, on peut retrouver cette histoire dans les Titans no 208 à 211, sortis en 1996, ainsi que toute l'histoire de Age of Apocalypse en quatre tomes édités par Panini Comics en 2008, puis réédités en 2012.

### Marvel Zombies
À partir de la Terre-2149, la version zombifiée de Deadpool est transportée sur la Terre-616, le monde « normal », et celui-ci s'en prend à Jennifer Kale. Son corps est complètement déchiqueté par Wundarr l'Aquarian mais sa tête, toujours vivante grâce à son état de zombie, réussit à échapper à l'A.R.M.O.R. Renommé « Headpool », il est capturé par l'organisation criminelle A.I.M. qui prévoyait de l'utiliser pour répandre le virus sur la Terre-616 ; il rencontrera Bill de son vivant, lequel le sauve dans le but de le ramener dans son univers d'origine grâce à un portail du multiverse.
Headpool réapparaît dans la série Prelude to Deadpool Corps où il rejoint l'équipe composée de versions alternatives de Deadpool recrutées lors d'un voyage dans le multiverse et regroupant Deadpool (Terre-616), Lady Deadpool (Wanda Wilson de Terre-3010), Kidpool (Terre-10330) et Dogpool (Terre-103173), avant de suivre le groupe durant toute la série Deadpool Corps.
Réduit à l'état de tête, le Deadpool de l'univers zombie ne peut pas se déplacer seul et est généralement porté sous le bras par un autre personnage. Ce n'est qu'à partir de Prelude to Deadpool Corps qu'il arborera un chapeau à hélice qui lui permettra de voler mais ceci ne remédiera pas à ses faibles possibilités de combat, réduites à l'usage de morsures. Il est également souvent représenté comme laissant des bouts de chair zombifiées sur son passage.

### Deadpool kills the Marvel Universe again
Dans cet univers parallèle, Crâne Rouge prend la tête d'une coalition de super-vilains, avec à ses côtés le Docteur Fatalis, l'Abomination et Magnéto. Ils manipulent mentalement Wade Wilson afin qu'il tue tous les super-héros sans s'en rendre compte. Une fois sa boucherie achevée, Deadpool se rend compte de ce qu'il a fait et, plus vengeur que jamais, massacre les super-vilains. Il affronte finalement Crâne Rouge qui lui fait comprendre que l'âge des héros est fini et que Deadpool n'a plus la certitude que ses actes sont bien réels. Wilson le décapite alors et part, se préparant à finir son œuvre.

## Publications

### États-Unis

#### Séries principales
- Deadpool (vol. 1) #-1-69 (janvier 1997-septembre 2002)
  - Daredevil/Deadpool '97 Annual (septembre 1997)
  - 1998 Annual Starring Deadpool and Death (juillet 1998)
- Cable & Deadpool #1-50 (mai 2004 - avril 2008)
- Deadpool (vol. 2) #1-63, #900, #1000 (novembre 2008-décembre 2012)
  - Deadpool Annual #1 - « Identity wars part 2 » (mai 2011)
- Deadpool: Merc With a Mouth #1-13 (septembre 2009-septembre 2010)
- Deadpool Team-Up #899-883 (décembre 2009-mai 2011)
- Deadpool (vol. 3) #1-45 (janvier 2013-avril 2015)
  - Deadpool Annual #1 (novembre 2013)
  - Deadpool Annual #2 (juillet 2014)
- Deadpool (vol. 4) #1 (depuis janvier 2016)

#### Série dérivée (spin-off)
- Agent X #1-15 (septembre 2002 - décembre 2003)

#### Séries limitées
- Deadpool: The Circle Chase #1-4 (août-novembre 1993)
- Deadpool: Sins Of The Past #1-4 (août-novembre 1994)
- Deadpool: Suicide Kings #1-5 (juin-octobre 2009)
- Prelude to Deadpool Corps #1-5 (mai 2010)
- Deadpool Corps #1-12 (juin 2010-mai 2011)
- Deadpool: Wade Wilson's War #1-4 (août-novembre 2010)
- Deadpool Max #1-12 (novembre 2010-novembre 2011)
- Deadpool Pulp #1-4 (novembre 2010-février 2011)
- Fear Itself: Deadpool #1-3 (août-octobre 2011)
- Deadpool Max II #1-6 (décembre 2011-mai 2012)
- Deadpool Kills the Marvel Universe #1-4 (octobre 2012)
- Deadpool Killustrated #1-4 (mars-juin 2013)
- Deadpool Kills Deadpool #1-4 (juillet-octobre 2013)
- Night of the Living Deadpool #1-4 (janvier-mars 2014)
- Deadpool Vs. Carnage #1-4 (juin-août 2014)
- Deadpool: Dracula's Gauntlet #1-7 (juillet-août 2014)
- Deadpool Vs. X-Force #1-4 (juillet-septembre 2014)
- Hawkeye Vs. Deadpool #0-4 (septembre 2014-janvier 2015)
- Deadpool's Art of War #1-4 (octobre 2014-janvier 2015)
- Return of the living #1 (février 2015 mai 2014)
- Deadpool's Secret Secret Wars #1-4 (mai 2015-août 2015)
- Deadpool vs. Thanos #1-4 (septembre 2015-octobre 2015)
- Deadpool and the Mercs For Money #1-5 (depuis novembre 2016)
- Deadpool and the Mercs For Money II #1-10 (depuis février 2017 jusque novembre 2017)
- "Deadpool 2099" #1-4 (réparti en #6 & 12 de la 6e série 2016 + #19 & 25 de la 7e série 2017)

#### One-shots
- Encyclopædia Deadpoolica (décembre 1998)
- Baby's First Deadpool Book #1 (décembre 1998)
- Deadpool Team-Up Starring Deadpool and Widdle Wade #1 (décembre 1998)
- Deadpool/GLI: Summer Fun Spectacular (septembre 2007)
- Deadpool: Game of Death #1 (mai 2009)
- Deadpool Corps: Rank and Foul (mars 2010)
- Lady Deadpool #1 (juillet 2010)
- X-Men Origins: Deadpool #1 (juillet 2010)
- What If Venom Possessed Deadpool? #1 (février 2011)
- Deadpool/Cable #26 (février 2011)
- Deadpool Family #1 (avril 2011)
- Wolverine/Deadpool: The Decoy #1 (juillet 2011)
- Deadpool Max-mas #1 (décembre 2011)
- Deadpool Bi-Annual #1 (septembre 2014)
- Death of Wolverine: Deadpool & Captain America #1 (octobre 2014)

### France

#### Série principale

##### Quatrième série (2013-2015)
Cinquième série (2015-2016)

##### Neuvième série (2019)
Dixième série (2020)
Onzième série (2020-2021)

#### Deadpool Corps
Le Deadpool Corps est une équipe fondée par le Deadpool de la Terre-616 après avoir été choisi par le Contemplateur dans le but d’arrêter une entité cosmique qui dévore la conscience du multivers. Il est composé de Deadpool, Lady Deadpool, Kidpool, Dogpool et Têtepool.

#### Deadpool Team-Up
La série a pour particularité de commencer au numéro #899 et de se finir au #883 (un comptage à l'esprit du personnage).

## Equipes artistiques
- Chris Claremont
- Louise Simonson
- Fabian Nicieza
- Arthur Suydam
- Patrick Zircher
- Joe Quesada
- Buddy Scalera[26]
- Frank Tieri (en)
- Joe Kelly
- Ed McGuinness
- Chadwick Robertson
- Staz Johnson (en)
- Kelly Mac Daniel
- Jimmy Palmiotti
- Gail Simone
- Alvin Lee (en)

## Apparitions dans d'autres médias
Sauf indication contraire, les informations mentionnées dans cette section peuvent être confirmées par la base de données cinématographiques IMDb,  présente dans la section « Liens externes ».

### Cinéma
Film d'animation
- 2009 : Hulk Vs Wolverine

Interprété par Ryan Reynolds

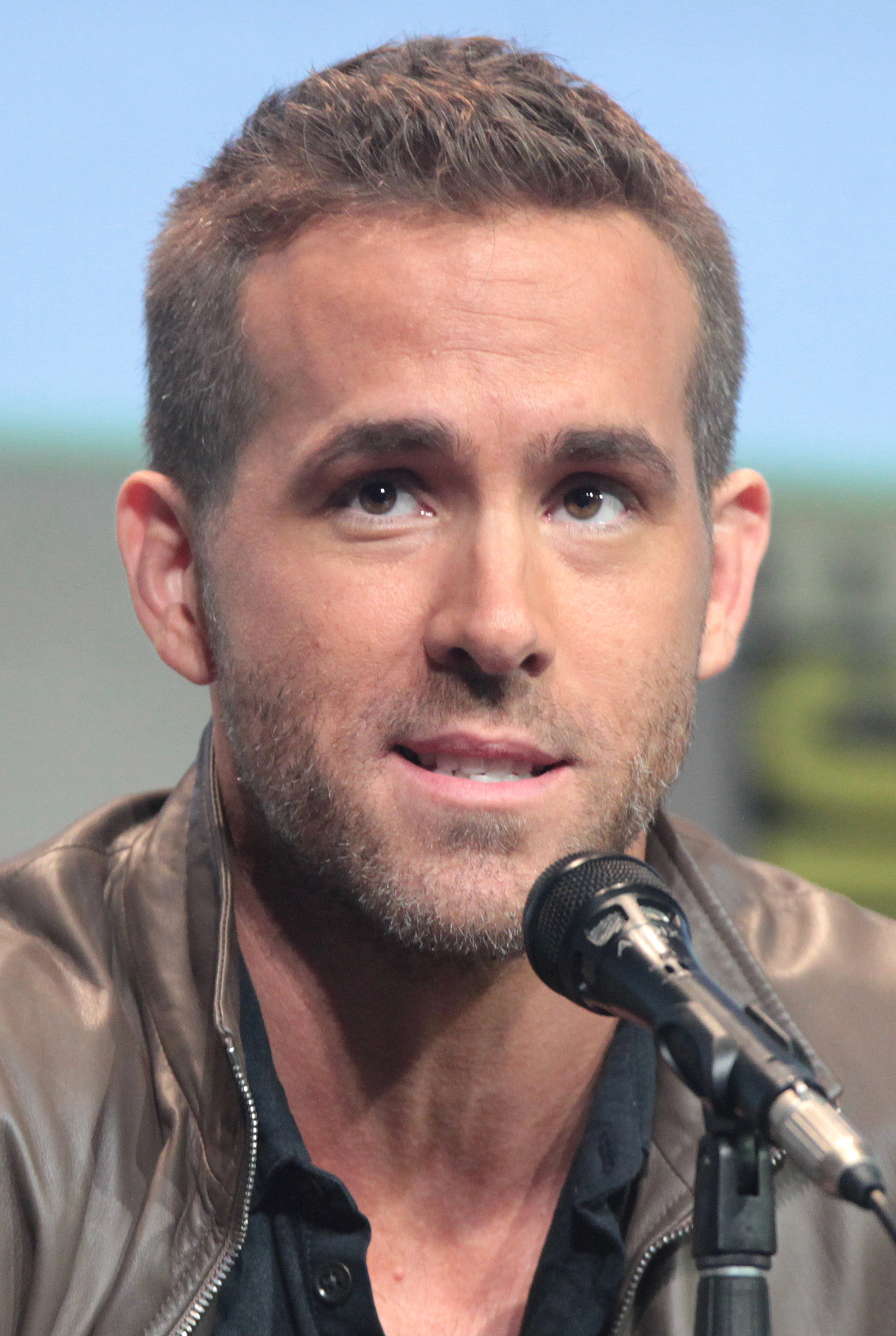
Ryan Reynolds incarne Wade Wilson / Deadpool dans Deadpool (2016).

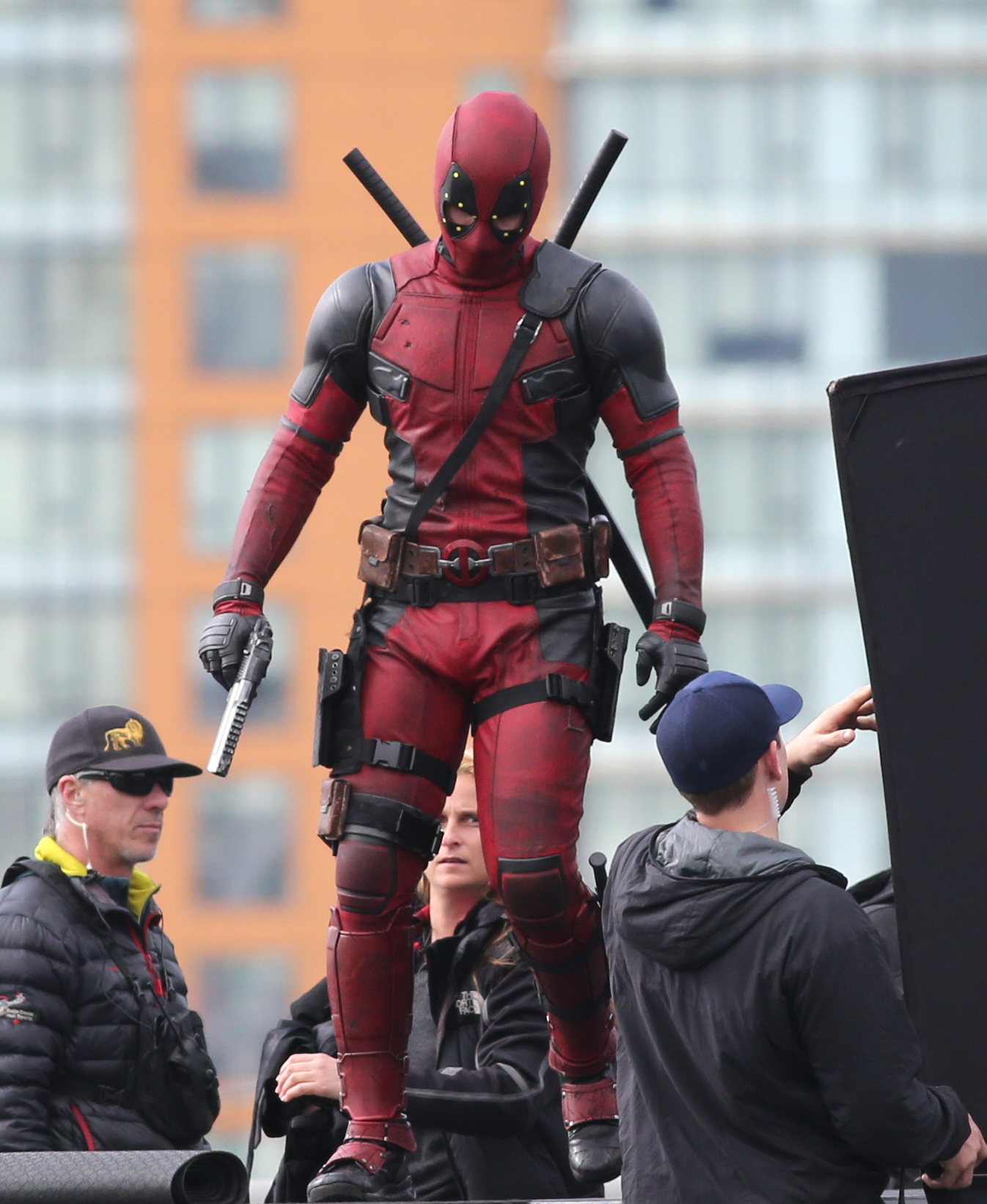
Ryan Reynolds en 2015 dans le costume de Deadpool, sur le tournage du film Deadpool.

- 2009 : X-Men Origins: Wolverine réalisé par Gavin Hood
- 2016 : Deadpool réalisé par Tim Miller
- 2018 : Deadpool 2 réalisé par David Leitch
- 2024 : Deadpool and Wolverine réalisé par Shawn Levy

#### Biographie dans l'univers cinématographique des X-Men
Dans l'univers des films sur les X-Men (se déroulant sur la Terre-10005), Deadpool connaît deux origines suivant la chronologie.
Dans X-Men Origins: Wolverine, se déroulant dans la première chronologie, Wade Wilson est un mercenaire membre de l'Unité X travaillant pour William Stryker où il fera équipe pour un temps avec James Howlett et Victor Creed, les futurs Wolverine et Dents-de-sabre. Tout comme dans les comics, il est un mercenaire très bavard et énervant très facilement son entourage. Six ans plus tard, Stryker se sert de lui pour créer l'arme XI, une version plus puissante de l'arme X. Stryker lui dota d'yeux à vision laser (prélevé sur le mutant Scott Summers), ainsi qu'un facteur d'auto-guérison plus puissant que celui de Wolverine et des sabres rétractables de la même manière que celui des griffes. Par ailleurs, il voit sa bouche cousue pour l'empêcher de parler. Sous le contrôle de Stryker, il affrontera alors Wolverine, qui sera aidé de Dents-de-sabre, et est vaincu par le mutant griffu qui le décapite. Mais il est révélé à la fin avoir survécu.
Dans son film solo, se déroulant dans la nouvelle chronologie instaurée par X-Men: Days of Future Past, Wade est toujours un mercenaire mais n'a jamais rejoint l'équipe X. Vivant une vie heureuse avec sa petite amie Vanessa Carlysle, il apprend qu'il a un cancer en phase terminale. Pour ne pas inquiéter Vanessa, il décide de rompre avec elle, puis rejoint un programme douteux qui lui promet une solution de le guérir et faire de lui un super-héros. Ce programme dirigé par Francis Ajax a pour but de réveiller le gène mutant de leurs cobayes et de les transformer en arme. Torturé par Ajax, le gène mutant de Wade se réveille et lui donne une formidable capacité de régénération mais en contre-partie le défigure complètement. Découvrant ce qui risque de lui arriver, Wade s'évade du laboratoire en le faisant exploser. Il rejoint ensuite le bar des mercenaires où il travaillait et décide de retrouver Ajax pour le forcer à le guérir, il choisit pour l'occasion de se confectionner un costume et prend le nom de Deadpool, en référence au jeu du bar consistant à parier sur la mort d'un mercenaire. Aidé de son ami La Fouine, il traque les membres du programme pour retrouver la trace d'Ajax et manque de l'attraper, à la suite de l'intervention des X-Men, Colossus et Negasonic Teenage Warhead. Il retrouve ensuite Ajax sur un héliporteur du SHIELD en ruine qui a kidnappé Vanessa, et aidé des deux X-Men, il parvient à le vaincre et à le tuer après que ce dernier lui ai révélé que son état est irréversible. Tout se termine néanmoins bien puisque Vanessa accepte la nouvelle apparence de Wade. Dans la suite, il est devenu un mercenaire craint dans le monde, et à la suite d'un contrat, Vanessa est abattue par un baron de la drogue. Anéanti, il est recueilli par les X-Men pour le faire intégrer l'équipe et il parvient à empêcher Russell un jeune mutant de détruire l'orphelinat dans lequel il est maltraité mais abat un des directeurs. Il se retrouve emprisonné dans une prison spéciale pour mutants avec Russell, plus tard attaqué par Cable, venu du futur pour tuer le garçon car il deviendra dans le futur un tueur en série. Après avoir réussi à fuir la prison, il forme une équipe pour sauver Russell pendant son transfert, qui échoue vite car tous meurent très rapidement. Seule Domino, mutante manipulant la chance, survit. Deadpool et Cable finissent par s'allier afin d'empêcher Russell de se venger et prendre le chemin du tueur en affrontant le Fléau, détenu dans la prison et devenu ami de Russell. Par la suite, Deadpool utilise la machine temporelle de Cable pour annuler plusieurs événements, dont la mort de Vanessa.

### Télévision
- 2013 : Ultimate Spider-Man (série d'animation)

### Jeux vidéo
Deadpool apparaît dans le jeu vidéo Marvel vs. Capcom 3: Fate of Two Worlds en tant que personnage jouable, dans Spider-Man : Dimensions en tant qu'ennemi principal d'un des niveaux du jeu de l'univers Ultimate, dans Marvel: Avengers Alliance (en) en personnage jouable disponible sur Facebook et dans Lego Marvel Super Heroes.
Depuis le 1er août 2014, il apparaît en tant que personnage jouable dans le jeu Marvel Puzzle Quest sur plateformes Android, iOS et Steam.
Deadpool possède aussi son propre jeu, Deadpool, sorti le 25 juin 2013 aux États-Unis et le 28 juin 2013 en Europe sur PlayStation 3, Xbox 360 et PC. Le jeu vidéo ressort sous forme remasterisée sur PS4 et Xbox One le 17 novembre 2015.
Il apparaît aussi dans Fortnite (Battle Royale : chapitre 2, saison 2) en 2020.